# Wilson (Mondkrater)
Wilson ist ein Einschlagkrater im äußersten Südwesten der Mondvorderseite, südöstlich des Kraters Kircher und westlich von Klaproth.
Der Kraterrand ist stark erodiert, der Kraterboden weitgehend eben.
Wilson hat vier Nebenkrater:
| Buchstabe | Position           | Durchmesser | Link |
| --------- | ------------------ | ----------- | ---- |
| A         | 71,24° S, 53,85° W | 16 km       |      |
| C         | 71,93° S, 45,42° W | 26 km       |      |
| E         | 72,52° S, 55,39° W | 24 km       |      |
| F         | 70,45° S, 39,67° W | 13 km       |      |

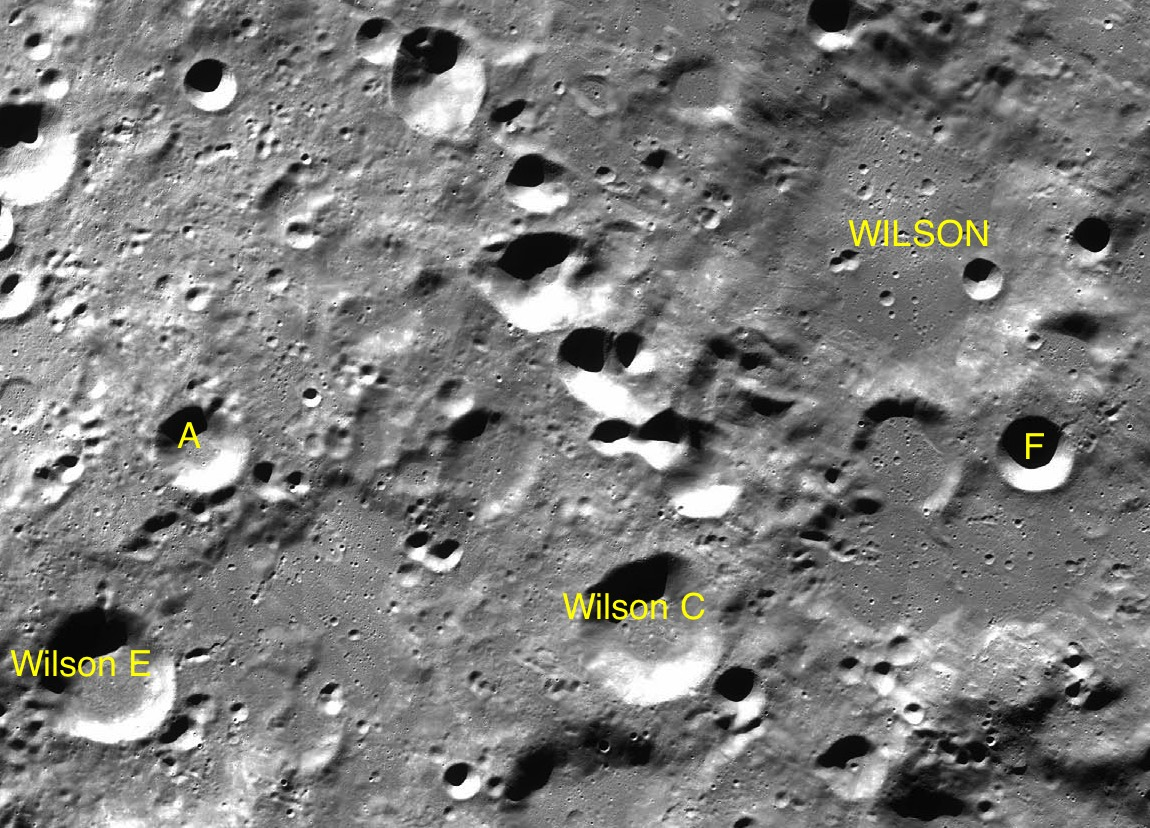
Wilson mit seinen Nebenkratern

Der Krater wurde 1935 von der IAU offiziell nach dem schottischen Astronomen Alexander Wilson benannt. 1970 wurde die Benennung um den schottischen Physiker Charles Thomson Rees Wilson und den US-amerikanischen Astronomen Ralph Elmer Wilson erweitert.